# Skäragyl, Blekinge
Skäragyl är en sjö i Olofströms kommun i Blekinge och ingår i Skräbeåns huvudavrinningsområde.